# Эмерджентная грамматика
Эмерджентная грамматика (англ. Emergent grammar) — термин, предложенный американским лингвистом Полом Хоппером. В своих работах Хоппер описывает процесс, как грамматика «сама порождает себя»: когда существующие грамматические средства явно недостаточны для адекватного отражения передаваемой ситуации, грамматические конструкции переосмысливаются и/или перестраиваются, образуя новые.
Идеи П. Хоппера являются дальнейшим развитием теории «порождающей грамматики» Ноама Хомского, но в противоположном направлении: Хомский идёт от морфологии к элементарным структурным элементам грамматики, Хоппер — наоборот.